# 2022-es labdarúgó-világbajnokság-selejtező (UEFA – I csoport)
A 2022-es labdarúgó-világbajnokság európai selejtező, I csoportjának eredményeit tartalmazó lapja. A csoportban a csapatok körmérkőzéses, oda-visszavágós rendszerben játszottak egymással. A csoport győztese kijutott a világbajnokságra, a csoport második helyezettje pótselejtezőn vett részt.
A csoportban Anglia, Lengyelország, Magyarország, Albánia, Andorra és San Marino szerepel.

## Tabella
| Hely. | Csapat        | M  | Gy | D | V  | G+ | G– | Gk  | P  | Továbbjutás                         |      | Anglia | Lengyelország | Albánia | Magyarország | Andorra | San Marino |
| ----- | ------------- | -- | -- | - | -- | -- | -- | --- | -- | ----------------------------------- | ---- | ------ | ------------- | ------- | ------------ | ------- | ---------- |
| 1.    | Anglia        | 10 | 8  | 2 | 0  | 39 | 3  | +36 | 26 | Kijutott a 2022-es világbajnokságra |      | —      | 2–1           | 5–0     | 1–1          | 4–0     | 5–0        |
| 2.    | Lengyelország | 10 | 6  | 2 | 2  | 30 | 11 | +19 | 20 | Pótselejtezőn vett részt            |      | 1–1    | —             | 4–1     | 1–2          | 3–0     | 5–0        |
| 3.    | Albánia       | 10 | 6  | 0 | 4  | 12 | 12 | 0   | 18 |                                     |      | 0–2    | 0–1           | —       | 1–0          | 1–0     | 5–0        |
| 4.    | Magyarország  | 10 | 5  | 2 | 3  | 19 | 13 | +6  | 17 |                                     | 0–4  | 3–3    | 0–1           | —       | 2–1          | 4–0     |            |
| 5.    | Andorra       | 10 | 2  | 0 | 8  | 8  | 24 | −16 | 6  |                                     | 0–5  | 1–4    | 0–1           | 1–4     | —            | 2–0     |            |
| 6.    | San Marino    | 10 | 0  | 0 | 10 | 1  | 46 | −45 | 0  |                                     | 0–10 | 1–7    | 0–2           | 0–3     | 0–3          | —       |            |

## Mérkőzések
A menetrendet az UEFA a sorsolást követő napon, 2020. december 8-án tette közzé.
Az időpontok közép-európai idő szerint, zárójelben helyi idő szerint értendők.
| 2021. március 25. 20:45 |

| Andorra | 0–1               | Albánia     |
| ------- | ----------------- | ----------- |
|         | (0–1) Jegyzőkönyv | Lenjani 41' |

| Estadi Nacional, Andorra la Vella Játékvezető: Volen Csinkov (bolgár) |

| 2021. március 25. 20:45 (19:45 UTC±0) |

| Anglia                                                         | 5–0               | San Marino |
| -------------------------------------------------------------- | ----------------- | ---------- |
| Ward-Prowse 14' Calvert-Lewin 21' 53' Sterling 31' Watkins 83' | (3–0) Jegyzőkönyv |            |

| Wembley Stadion, London Játékvezető: Kirill Levnyikov (orosz) |

| 2021. március 25. 20:45 |

| Magyarország                      | 3–3                         | Lengyelország                          |
| --------------------------------- | --------------------------- | -------------------------------------- |
| Sallai 6' Szalai Á. 53' Orbán 78' | (1–0) Jegyzőkönyv Részletek | Piątek 60' Jóźwiak 61' Lewandowski 83' |

| Puskás Aréna, Budapest Játékvezető: Felix Brych (német) |

| 2021. március 28. 18:00 |

| Albánia | 0–2               | Anglia             |
| ------- | ----------------- | ------------------ |
|         | (0–1) Jegyzőkönyv | Kane 38' Mount 63' |

| Arena Kombëtare, Tirana Játékvezető: Orel Grinfeld (izraeli) |

| 2021. március 28. 20:45 |

| Lengyelország                     | 3–0               | Andorra |
| --------------------------------- | ----------------- | ------- |
| Lewandowski 30' 55' Świderski 88' | (1–0) Jegyzőkönyv |         |

| Stadion Wojska Polskiego, Varsó Játékvezető: Erik Lambrechts (belga) |

| 2021. március 28. 20:45 |

| San Marino | 0–3                         | Magyarország                                                 |
| ---------- | --------------------------- | ------------------------------------------------------------ |
|            | (0–1) Jegyzőkönyv Részletek | Ád. Szalai 13' (11-esből) Sallai 71' Nikolics 88' (11-esből) |

| San Marino Stadion, Serravalle Játékvezető: Nicholas Walsh (skót) |

| 2021. március 31. 20:45 |

| Andorra                | 1–4                         | Magyarország                                     |
| ---------------------- | --------------------------- | ------------------------------------------------ |
| Pujol 90+3' (11-esből) | (0–1) Jegyzőkönyv Részletek | Fiola 45+2' Gazdag 51' Kleinheisler 58' Nego 90' |

| Estadi Nacional, Andorra la Vella Játékvezető: Vilhjalmur Thorarinsson (izlandi) |

| 2021. március 31. 20:45 (19:45 UTC+1) |

| Anglia                          | 2–1               | Lengyelország |
| ------------------------------- | ----------------- | ------------- |
| Kane 19' (11-esből) Maguire 85' | (1–0) Jegyzőkönyv | Moder 58'     |

| Wembley Stadion, London Játékvezető: Björn Kuipers (holland) |

| 2021. március 31. 20:45 |

| San Marino | 0–2               | Albánia             |
| ---------- | ----------------- | ------------------- |
|            | (0–0) Jegyzőkönyv | Manaj 63' Uzuni 85' |

| San Marino Stadion, Serravalle Játékvezető: Kai Erik Steen (norvég) |

| 2021. szeptember 2. 20:45 |

| Andorra       | 2–0               | San Marino |
| ------------- | ----------------- | ---------- |
| Vales 18' 24' | (2–0) Jegyzőkönyv |            |

| Estadi Nacional, Andorra la Vella Játékvezető: Jakob Kehlet (dán) |

| 2021. szeptember 2. 20:45 |

| Magyarország | 0–4                         | Anglia                                     |
| ------------ | --------------------------- | ------------------------------------------ |
|              | (0–0) Jegyzőkönyv Részletek | Sterling 55' Kane 63' Maguire 69' Rice 87' |

| Puskás Aréna, Budapest Játékvezető: Cüneyt Çakır (török) |

| 2021. szeptember 2. 20:45 |

| Lengyelország                                        | 4–1               | Albánia        |
| ---------------------------------------------------- | ----------------- | -------------- |
| Lewandowski 12' Buksa 44' Krychowiak 54' Linetty 89' | (2–1) Jegyzőkönyv | Cikalleshi 25' |

| Nemzeti Stadion, Varsó Játékvezető: Maurizio Mariani (olasz) |

| 2021. szeptember 5. 18:00 |

| Albánia   | 1–0                         | Magyarország |
| --------- | --------------------------- | ------------ |
| Broja 87' | (0–0) Jegyzőkönyv Részletek |              |

| Elbasan Aréna, Elbasan Játékvezető: Danny Makkelie (holland) |

| 2021. szeptember 5. 18:00 (17:00 UTC+1) |

| Anglia                                       | 4–0               | Andorra |
| -------------------------------------------- | ----------------- | ------- |
| Lingard 18' 78' Kane 72' (11-esből) Saka 85' | (1–0) Jegyzőkönyv |         |

| Wembley Stadion, London Játékvezető: Anastasios Papapetrou (görög) |

| 2021. szeptember 5. 20:45 |

| San Marino | 1–7               | Lengyelország                                                      |
| ---------- | ----------------- | ------------------------------------------------------------------ |
| Nanni 48'  | (0–4) Jegyzőkönyv | Lewandowski 5' 21' Świderski 16' Linetty 44' Buksa 67' 90+2' 90+4' |

| San Marino Stadium, Serravalle Játékvezető: Mattias Gestranius (finn) |

| 2021. szeptember 8. 20:45 |

| Albánia                                          | 5–0               | San Marino |
| ------------------------------------------------ | ----------------- | ---------- |
| Manaj 32' Laçi 58' Broja 61' Hysaj 68' Uzuni 80' | (1–0) Jegyzőkönyv |            |

| Elbasan Aréna, Elbasan Játékvezető: Lukas Fähndrich (svájci) |

| 2021. szeptember 8. 20:45 |

| Magyarország                       | 2–1                         | Andorra     |
| ---------------------------------- | --------------------------- | ----------- |
| Szalai Ád. 9' (11-esből) Botka 18' | (2–0) Jegyzőkönyv Részletek | Llovera 82' |

| Puskás Aréna, Budapest Játékvezető: Rade Obrenovič (szlovén) |

| 2021. szeptember 8. 20:45 |

| Lengyelország   | 1–1               | Anglia   |
| --------------- | ----------------- | -------- |
| Szymański 90+2' | (0–0) Jegyzőkönyv | Kane 72' |

| Nemzeti Stadion, Varsó Játékvezető: Daniel Siebert (német) |

| 2021. október 9. 20:45 |

| Andorra | 0–5               | Anglia                                                         |
| ------- | ----------------- | -------------------------------------------------------------- |
|         | (0–2) Jegyzőkönyv | Chilwell 17' Saka 40' Abraham 59' Ward-Prowse 79' Grealish 86' |

| Estadi Nacional, Andorra la Vella Játékvezető: Katerina Monzul (ukrán) |

| 2021. október 9. 20:45 |

| Magyarország | 0–1                         | Albánia   |
| ------------ | --------------------------- | --------- |
|              | (0–0) Jegyzőkönyv Részletek | Broja 80' |

| Puskás Aréna, Budapest Játékvezető: Carlos del Cerro Grande (spanyol) |

| 2021. október 9. 20:45 |

| Lengyelország                                                        | 5–0               | San Marino |
| -------------------------------------------------------------------- | ----------------- | ---------- |
| Świderski 10' Brolli 20' (öngól) Kędziora 50' Buksa 84' Piątek 90+1' | (2–0) Jegyzőkönyv |            |

| Nemzeti Stadion, Varsó Játékvezető: Fran Jović (horvát) |

| 2021. október 12. 20:45 |

| Albánia | 0–1               | Lengyelország |
| ------- | ----------------- | ------------- |
|         | (0–0) Jegyzőkönyv | Świderski 77' |

| Arena Kombëtare, Tirana Játékvezető: Clément Turpin (francia) |

| 2021. október 12. 20:45 (19:45 UTC+1) |

| Anglia     | 1–1                         | Magyarország          |
| ---------- | --------------------------- | --------------------- |
| Stones 37' | (1–1) Jegyzőkönyv Részletek | Sallai 24' (11-esből) |

| Wembley Stadion, London Játékvezető: Alejandro Hernández (spanyol) |

| 2021. október 12. 20:45 |

| San Marino | 0–3               | Andorra                            |
| ---------- | ----------------- | ---------------------------------- |
|            | (0–1) Jegyzőkönyv | Pujol 10' Moreno 53' Fernández 89' |

| San Marino Stadium, Serravalle Játékvezető: Halil Umut Meler (török) |

| 2021. november 12. 20:45 |

| Andorra   | 1–4               | Lengyelország                              |
| --------- | ----------------- | ------------------------------------------ |
| Vales 45' | (1–3) Jegyzőkönyv | Lewandowski 5' 73' Jóźwiak 11' Milik 45+2' |

| Estadi Nacional, Andorra la Vella Játékvezető: John Beaton (skót) |

| 2021. november 12. 20:45 (19:45 UTC±0) |

| Anglia                                      | 5–0               | Albánia |
| ------------------------------------------- | ----------------- | ------- |
| Maguire 9' Kane 18' 33' 45+2' Henderson 28' | (5–0) Jegyzőkönyv |         |

| Wembley Stadion, London Játékvezető: Felix Zwayer (német) |

| 2021. november 12. 20:45 |

| Magyarország                            | 4–0                         | San Marino |
| --------------------------------------- | --------------------------- | ---------- |
| Szoboszlai 6' 83' Gazdag 22' Vécsei 88' | (2–0) Jegyzőkönyv Részletek |            |

| Puskás Aréna, Budapest Játékvezető: Filip Glova (szlovák) |

| 2021. november 15. 20:45 |

| Albánia               | 1–0               | Andorra |
| --------------------- | ----------------- | ------- |
| Çekiçi 73' (11-esből) | (0–0) Jegyzőkönyv |         |

| Arena Kombëtare, Tirana Játékvezető: Andris Treimanis (lett) |

| 2021. november 15. 20:45 |

| Lengyelország | 1–2                         | Magyarország           |
| ------------- | --------------------------- | ---------------------- |
| Świderski 61' | (0–1) Jegyzőkönyv Részletek | Schäfer 37' Gazdag 80' |

| Nemzeti Stadion, Varsó Játékvezető: Tiago Martins (portugál) |

| 2021. november 15. 20:45 |

| San Marino | 0–10              | Anglia |
| ---------- | ----------------- | --- |
|            | (0–6) Jegyzőkönyv | Maguire 6' Fabbri 15' (öngól) Kane 27' (11-esből) 32' 39' (11-esből) 42' Smith Rowe 58' Mings 69' Abraham 78' Saka 79' |

| San Marino Stadium, Serravalle Játékvezető: Rade Obrenovič (szlovén) |